# Telescopio Nazionale Galileo
Telescopio Nazionale Galileo (TNG) är ett italienskt 3,58 meters (diameter) teleskop beläget vid Roque de los Muchachos-observatoriet på La Palma, den nordvästligaste ön i den spanska ögruppen Kanarieöarna. Teleskopet togs i bruk 1998. TNG drivs av "Fundación Galileo Galilei, Fundación Canaria", en ideell institution, på uppdrag av Italiens nationella institut för astrofysik (INAF). Teleskopet började användas 1998 och är uppkallat efter den italienska renässansastronomen Galileo Galilei.

## Teknisk egenskaper
TNG är ett altazimutalt spegelteleskop med en Ritchey-Chretien-optisk konfiguration och en platt tertiärspegel som matar två motsatta Nasmythfokus. Det har en konstruktion som härrör från New Technology Telescope (NTT), ett ESO 4-meters teleskop beläget i La Silla (Chile). Teleskopets optiska kvalitet säkerställs genom ett aktivt optiksystem som utför realtidskorrigeringar av de optiska komponenterna och kompenserar i synnerhet för deformationerna av primärspegeln, som är för tunn för att vara helt styv.
Gränssnittet mellan teleskopet och instrumenten vid båda Nasmythfokusen tillhandahålls av två rotatorer/adaptrar. Deras huvudsakliga funktion är att kompensera för fältrotationen med en mekanisk räknarrotation. Den bästa fördelen med TNG är att alla tillgängliga instrument är permanent monterade på teleskopet. Detta garanterar flexibilitet under en observationssession, eftersom det är möjligt att byta instrument under natten med en tidsförlust begränsad till några minuter.
Vetenskapen som baseras på observationsdata från TNG varierar. Föreslagna observationsprogram löper från studier av planeter och mindre objekt i solsystemet upp till forskning av kosmologiskt intresse (t.ex. storskalig struktur i universum och galaxsystem).

## Vetenskapliga instrument
TNG är utrustat med fyra instrument:
- HARPS-N ("High Accuracy Radial velocity Planet Searcher"), echellespektrograf avsedd för sökning av exoplaneter.
- DOLoRes ("Device Optimized for the Low Resolution"), CCD-kamera och lågupplöst spektrograf för observationer i synligt ljus.
- NICS ("Near Infrared Camera and Spectrometer"), kamera och spektrograf för observationer i nära infraröd.
- GIANO, högupplöst echellespektrograf för observationer i nära infraröd.

## Galleri

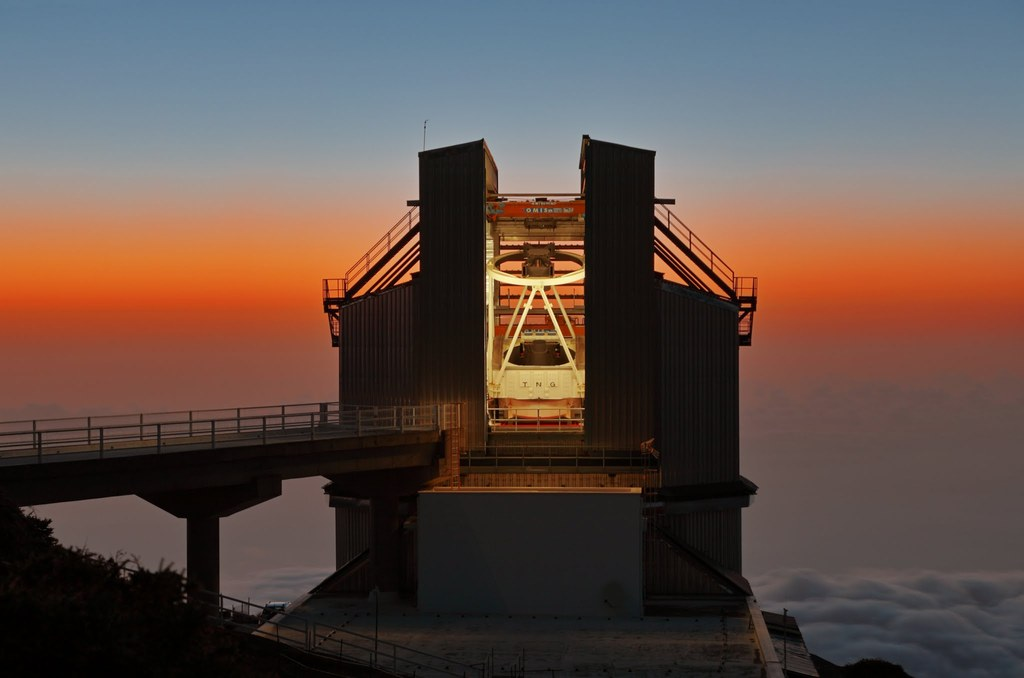
Kupolen av Telescopio Nazionale Galileo nära solnedgången